# Język maonan
Język maonan – język należący do grupy dong-shui (kam-sui) tajo-kadajskiej rodziny języków. Używany przez mniejszość Maonan, mieszkającą w Regionie Autonomicznym Guangxi w ChRL. W pierwszej dekadzie XXI w. używało go 30–37 tys. osób. Większość użytkowników była dwujęzyczna, mówiła także po chińsku (chiński był też głównym językiem pisanym). 75% mówiło w maonan w domu i do dzieci, ponad 60% używało go także poza domem, ale użycie się zmniejszało.
Nagłosy podniebienne, wargowe i glottalizowane prenasalizowane; wygłosy nosowe i zwarte. Język tonalny, posiada sześć tonów (w sylabach zakończonych spółgłoską lub zwarciem krtaniowym – tylko dwa);  szyk zdania typu SVO.  Blisko spokrewniony z językami mulam i dong. Do zapisu używa się alfabetu łacińskiego. Nauczany w szkołach podstawowych.